# Call Me
Call Me – siódma kompozycja na albumie The Cosmos Rocks wydanego przez Queen + Paul Rodgers i zarazem trzeci singiel z tego albumu, który ukazał się jako CD Acetate Promo. Piosenka została napisana przez Paula Rodgersa, na albumie podpisane jako autorstwo zespołowe Queen + Paul Rodgers. Utwór z gatunku rockabilly, w stylu dawnego hitu Crazy Little Thing Called Love. 

## Członkowie zespołu o utworze
Brian May, magazyn Classic Rock: "Paul napisał parę naprawdę fajnych kawałków, które można by porównać do naszego stylu z czasów "Sheer Heart Attack", między innymi bardzo przyjemną pioseneczkę "Call Me". Nie powiem, że jest podobna do "Killer Queen", ale ma w sobie taką samą lekkość."
Roger Taylor, BBC Radio 2: "To było tylko jedno podejście. Paul powiedział: "Patrz, mam taką jedną rzecz.". No i ja grałem na perkusji, on na gitarze akustycznej i tak powstał szkielet całej piosenki. To było bardzo relaksujące. Później Brian dodał do tego trochę świetnych gitar i tak, bardzo spontanicznie, powstała ta krótka piosenka."